# ウィリアン・ジョゼ・デ・ソウザ
アマラウ (Amaral) こと、ウィリアン・ジョゼ・デ・ソウザ（William José de Souza、1986年10月7日 - ）は、ブラジル・ゴイアス州ゴイアニア出身の元サッカー選手。現役時代のポジションはミッドフィールダー。

## 経歴

### クラブ
2015年、SEパルメイラスへ移籍した。

## タイトル
ゴイアスEC
- カンピオナート・ゴイアーノ : 2006, 2009, 2012, 2013
- カンピオナート・ブラジレイロ・セリエB : 2012

SEパルメイラス
- コパ・ド・ブラジル : 2015

シャペコエンセ
- カンピオナート・カタリネンセ : 2017